# Wilhelm Forberger

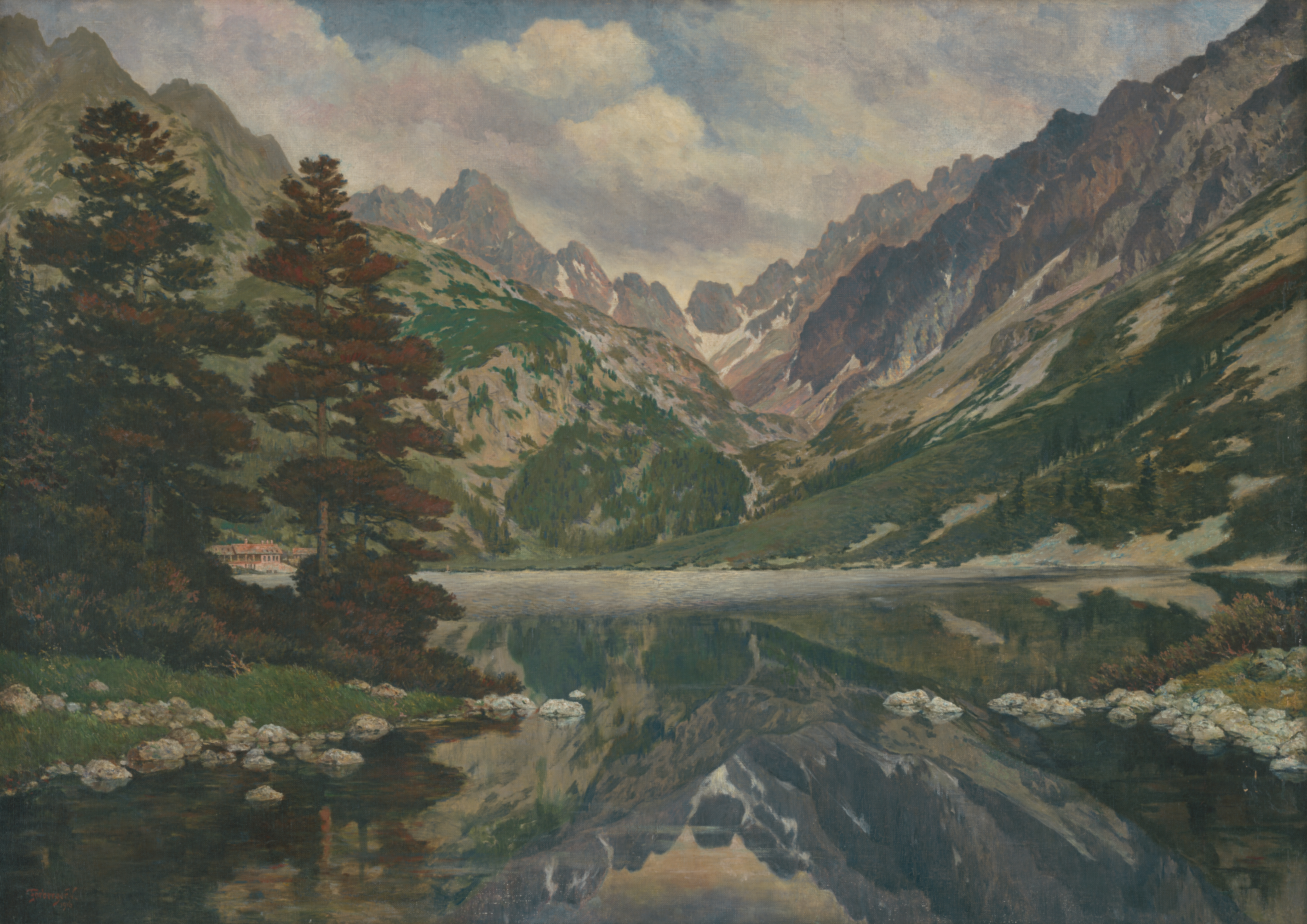
Popradzkie Pleso

Wilhelm Forberger (też Viliam F., węg. Forberger Vilmos; ur. 28 maja 1848 w Kieżmarku, zm. 28 października 1928 w Pieszczanach) – spiskoniemiecki malarz i grafik, związany życiem i twórczością ze Spiszem i Tatrami.
Od 1882 r. pracował jako nauczyciel rysunku w gimnazjum w Lewoczy na Spiszu. W wolnych chwilach uprawiał turystykę górską. Jak wielu przedstawicieli spiskoniemieckiej inteligencji był członkiem i działaczem Węgierskiego Towarzystwa Karpackiego (MKE), a następnie Karpathenvereinu, w którym w 1922 r. otrzymał członkostwo honorowe. W czasie licznych wycieczek rysował m.in. widoki Spisza i Tatr. Znane są zwłaszcza jego panoramy Tatr, które wykonywał m.in. znad Czarnej Góry (od północy), z Kieżmarku, Popradu, Liptowskiego Gródka, z okolic Łuczywny i z Rysów.
Duże, rozkładane panoramy były dodatkami do roczników MKE („Jahrbuch des Ungarischen Karpathenvereins”) w latach 1880–1900. Inne rysunki tatrzańskie Forbergera były publikowane przez wiele lat w różnych wydawnictwach węgierskich i spiskoniemieckich. Namalował też wiele akwarel i obrazów olejnych o tematyce tatrzańskiej i spiskiej, m.in. widok Wysokiej z Doliny Mięguszowieckiej i panoramę Tatr z Lewoczy. Widok Starego Smokowca autorstwa Forbergera był reprodukowany w 1927 r. na pocztówce w turystycznej serii francuskiej firmy C. Lichtig.
Forberger zajmował się również fotografią. Był m.in. autorem pierwszych zdjęć przedstawiających Hrabušické rokliny (jak wówczas nazywano wapienne wąwozy Słowackiego Raju), wykonanych 24 września 1898 r. w wąwozie Veľký Sokol.